# Saga di Darren Shan
La saga di Darren Shan è una serie di dodici libri scritti dallo scrittore irlandese Darren O'Shaughnessy, in arte Darren Shan, pubblicata in 35 paesi in tutto il mondo; la trama si concentra su un ragazzino che viene coinvolto nel mondo dei vampiri.
In alcuni dei paesi in cui sono stati pubblicati, i libri sono diventati dei best seller: Ungheria, Irlanda, Giappone, Paesi Bassi, Norvegia, Taiwan, Regno Unito, Stati Uniti d'America.
In Italia è pubblicata dalla Arnoldo Mondadori Editore nella testata Super brividi, nel Regno Unito è pubblicata dalla Darren Shan press, che pubblica solo i libri di O'Shaugnessey.

## Trama
La saga segue la storia di Darren Shan, un normale ragazzino umano che viene trasformato in mezzo-vampiro e diventa assistente del vampiro Larten Crepsley.
- La prima trilogia, conosciuta in inglese come Vampire Blood ("Sangue di vampiro") si concentra sulla trasformazione di Darren in vampiro e sull'accettazione della sua nuova natura.
  - Il circo degli orrori: Nel primo libro Darren incontra il vampiro Mr. Crepsley e accetta di farsi trasformare in mezzo-vampiro diventando suo assistente per salvare la vita del suo migliore amico Steve Leonard.
  - L'assistente del vampiro: Crepsley conduce Darren al Circo degli Orrori affinché trovi compagnia e lui fa amicizia con Evra il ragazzo-serpente e l'umano Sam Grest.
  - Tunnel di Sangue: Crepsley torna alla sua città natale con Darren e Evra dove un nemico dei vampiri, il vampiro-killer Murlough, sta uccidendo umani innocenti.
- Nella seconda trilogia, Vampires Rites ("Riti dei vampiri"), Darren impara di più sugli usi e costumi del clan di vampiri e si impegna per essere ben accolto.
  - Il picco dei vampiri: Crepsley e Darren si dirigono al Picco dei Vampiri dove si incontrano con altri vampiri, imparando le loro abitudini.
  - Cinque prove mortali: Darren affronta i triboli d'iniziazione dei vampiri per farsi accettare da loro nonostante sia il più giovane vampiro da secoli e secoli.
  - Il principe dei vampiri: Darren scopre che nel clan di vampiri si nasconde un traditore e cerca di fermare i suoi piani di distruzione. In questo libro viene fatto lui stesso principe dei vampiri.
- Nella terza trilogia, Vampire War ("La guerra dei vampiri"), Darren scopre che ricoprirà un ruolo essenziale nella decisione sul destino dei vampiri e del resto del mondo.
  - I cacciatori dell'ombra: Inizia la caccia al Signore dei Vampiri Killer, che potrebbe portare le malvagie creature alla vittoria.
  - La setta delle tenebre: Darren incontra alcuni vecchie conoscenze scoprendo che sono cambiate significativamente.
  - Gli assassini dell'alba: Darren si incontra con il Signore dei Vampiri Killer per la seconda volta.
- Nella quarta trilogia, Vampire Destiny ("Il destino dei vampiri"), Darren è costretto a prendere decisioni difficili, scegliendo di prendere in mano il proprio destino e affrontando le conseguenze di ciò.
  - Il lago delle anime dannate: Darren attraversa un mondo desolato e ostile per scoprire chi sia stato nella sua vita precedente il suo migliore amico, Harkat Mulds
  - Il padrone del male: Darren scopre di più sul Signore dell'Oscurità e si avvicina ulteriormente allo scontro finale con il Signore dei Vampiri Killer.
  - Figli dell'orrore... Atto finale: Darren ha il suo scontro finale con il Signore dei Vampiri Killer e cambia il suo destino per sempre.

## Personaggi

### Vampiri
I vampiri della saga sono diversi da quelli della cultura popolare: sono vivi, quindi possono essere uccisi da proiettili ben piazzati, mutilazioni e paletti conficcati nel cuore (anche se guariscono e si risvegliano dopo pochi giorni se gli si spezza il collo). Non hanno zanne e non bevono sangue direttamente dal collo; piuttosto prelevano il sangue delle vittime incidendo una vena con le unghie affilate, bevono piccole quantità di sangue e riparano la ferita con la loro saliva. Sempre le loro unghie possono essere utilizzate per scalare pareti come un ragno. Assorbendo completamente il sangue di un essere umano, i vampiri assimilano parte della sua anima e riescono a vedere le sue memorie (Darren lo fa per salvare lo spirito di un amico morente nel secondo libro). 
I vampiri non si inceneriscono istantaneamente alla luce del sole: possono sopravvivere esposti ai raggi solari diretti per 4-5 ore prima di bruciare o essere disintegrati. Stando nell'ombra, comunque, possono agire anche durante il giorno. Contrariamente, i mezzi-vampiri non riscontrano alcun problema con la luce solare. I vampiri non sono danneggiati da argento, aglio e oggetti sacri e, sebbene la carne umana sia per loro molto nutriente, possono vivere anche solo di sangue umano e di certi animali (nonostante quello di alcuni sia tossico). Avendo ogni fluido in corpo arrestato, i vampiri non possono riprodursi; si creano a vicenda mediante un contatto di sangue con degli umani, solitamente tramite ferite sui polpastrelli. Se una qualsiasi creatura (sia umana che animale) ingerisce del sangue di vampiro è portato in uno stato di follia e infine alla morte, similmente alla rabbia.
I vampiri non sono immortali: invecchiano di un anno per ogni dieci umani, mentre un mezzo-vampiro di uno ogni cinque. Ciò si vede nella serie quando Darren incontra una sua ex umana, essendosi lasciati da ragazzini e ritrovati anni dopo come adulti, sebbene Darren appaia fisicamente solo poco più grande rispetto al loro ultimo incontro. Il vampiro più vecchio presentato nella serie è Paris Skyle, vampirizzato all'età di due anni e vissuto per circa otto secoli. 
I vampiri si riflettono negli specchi e proiettano ombre, ma non possono essere fotografati a causa di una particolare vibrazione dei loro atomi. Come tipicamente narrato nelle leggende, dormono nelle bare.
I vampiri sono notevolmente più forti e resistenti degli umani, riuscendo a superarli in qualsiasi attività fisica e a correre e muoversi così velocemente da non essere visti (abilità chiamata “svolazzamento”).Quest’ultima permette un accumulo di energia statica nel corpo del vampiro e Mr. Crepsley è in grado di sfruttarla per scassinare le serrature. 
I sensi di un vampiro sono simili a quelli di un predatore: riescono a vedere al buio, percepiscono i battiti cardiaci e rintracciano gli odori. Le loro ossa e denti sono molto più resistenti di quelli umani, sopportando grandi pressioni, traumi fisici e sostanze chimiche. Anche se si danneggiano, inoltre, si riparano molto in fretta.
Nonostante abbiano indubbiamente una capacità di recupero e resistenza molto più alta di quella umana o altre creature viventi, i vampiri non sono propriamente semi-indistruttibili come nella maggioranza delle storie. Al contrario di quelli rappresentati solitamente (come nei romanzi di Anne Rice), non sono fisicamente bellissimi ma rientrano nella media e hanno un aspetto anche semplice o normale. Altre abilità che possiedono sono l’esalazione di un gas invisibile che fa perdere i sensi agli esseri umani, la comunicazione telepatica con altri vampiri e umani (tre vampiri sono capaci di controllare in tal modo i ragni) e la localizzazione di vampiri e umani ai quali si è imparato a riconoscere gli schemi di pensiero. E’ velenoso per loro il sangue di serpenti, ratti e gatti.
La società dei vampiri si basa sull'onore, orgoglio personale e tradizioni. Hanno una rigorosa gerarchia in cui i vampiri di rango superiore hanno il dominio assoluto su quelli di rango inferiore, sebbene esercitino i loro poteri con moderazione e rispettando quelli sottostanti. Ci sono molti più vampiri maschi che femmine e, nonostante capiti si formino delle coppie, durano principalmente dai dieci ai quindici anni prima di lasciarsi e andare ciascuno per la propria strada. Non usano armi a proiettili come pistole, archi e balestre perché le considerano disonorevoli, mentre preferiscono i combattimenti corpo a corpo con spade, asce, ecc oppure armi da lancio come shuriken. I vampiri vivono le loro vite in vecchio stile: nessuno di loro, tranne Darren, fa mai riferimento alla cultura pop o usa oggetti moderni come un computer. I vampiri vedono gli umani come una razza caotica e leggermente inferiore, ma per la maggior parte valorizzano le loro vite, anche facendo amicizia o innamorandosi con loro. Il vampiro Gavner Purl vanta un paio di mutande rosa con ricamati sopra degli elefanti, un regalo di una sua ex umana.
I vampiri della saga non seguono le religioni umane, ma seguono un credo non identificato. Credono che le anime dei vampiri buoni rinascono come lupi nelle notti eterne di un mondo lontano chiamato Paradiso, mentre le anime dei vampiri malvagi restano sulla Terra per l’eternità. Hanno molti dèi che chiamano “dèi dei vampiri” e ritengono di discendere dai lupi così come gli umani discendono dai primati. Arrivano a considerare i lupi dei cugini e hanno con loro una certa affinità.

### Vampiri killer
Nella saga i vampiri killer sono nemici giurati dei vampiri, dato che sono convinti che ci sia onore nell'uccidere le proprie vittime e rivendicarne l’anima. Originariamente erano vampiri che si staccarono dal clan circa 600 anni prima del terzo libro, rivendicando una nuova razza per le diverse usanze adottate. Seguì una cruenta guerra che venne interrotta con una tregua a causa dell’interferenza umana che minacciò entrambe le razze, decidendo di stare fuori dagli affari reciproci. Questo vale anche per coloro che sono diventati pazzi come Murlough - ucciderlo rischiava di far ricadere l'ira di tutta la razza su Darren e Mr Crepsley, e i vampiri sarebbero stati tenuti a non intervenire per orgoglio. 
Sebbene i vampiri killer siano gli antagonisti della saga, non sono totalmente ritratti in maniera negativa, possedendo alcune tradizioni positive come il loro rifiuto di mentire e lo spiccato senso dell'onore. Hanno la pelle viola e i capelli, gli occhi, le labbra e le unghie rossi, anche se ci vogliono un paio di decenni prima che questa colorazione si insinui. Questo è un effetto collaterale dovuto al bere molto sangue: sebbene uccidere gli esseri umani dissanguandoli era originariamente una scelta basata sulle loro credenze, nel presente i vampiri killer sono costretti a uccidere gli umani nutrendosi del loro sangue. Molti vampiri killer non vogliono combattere i vampiri e, nonostante Gannen Harst ha giurato di proteggere il Signore dei Vampiri Killer, Steve Leonard, nell’ultimo libro non cerca di dissuaderlo dal mettersi in pericolo desiderando che la guerra tra vampiri cessi in qualsiasi modo.
Appaiono per la prima volta in Tunnel di sangue e diventano parte integrante della storia per il resto della serie.

### Segno della morte
È usato dai vampiri al Picco dei Vampiri per mostrare il loro apprezzamento verso un vampiro morto o che probabilmente morirà. Il segno implica il posizionamento del dito medio sulla mano destra al centro della fronte, con l'anulare sulla palpebra sinistra, l'indice sulla palpebra destra e il mignolo e il pollice distesi. Il segno stesso si traduce nel detto "Anche nella morte, che tu possa trionfare". Viene usato per la prima volta nella saga verso Darren prima che inizi i triboli mortali, come segno di buon auspicio.

## Raccolta delle storie spin-off
In aggiunta l'autore Darren Shan ha pubblicato una serie di racconti sul suo sito ufficiale, tutti correlati alla saga. Parte dei racconti li si dovrebbe leggere contemporaneamente con i libri dell'autore, altri soddisfano le curiosità dei fan analizzando il carattere di alcuni personaggi. L'elenco include:
- An Essay on Vampires: letteralmente è un saggio sui vampiri scritto di pugno da Steve "Leopard" Leonard per un tema in classe. Presumibilmente sembra che Steve l'abbia scritto all'età di 11 o 12 anni e racconta la passione del ragazzo per i vampiri e sul desiderio di diventare uno di loro. Alla fine del saggio una nota da parte di un insegnante chiede al ragazzo se la prossima volta potesse raccontare qualcosa di meno cupo. Da leggere con il primo libro.
- Annie's Diary: estratti dal diario della sorellina di Darren, Annie. Non riporta alcuna data, ma solo i giorni della settimana e si può calcolare che il diario è stato tenuto per circa diciassette giorni. Gli estratti coincidono con le avventure del primo libro, da quando Darren è andato al Circo degli Orrori fino alla paralisi di Steve e al suo ricovero in ospedale.
- Tiny Terrors: un'orribile avventura del signor Tiny e del suo Piccolo Popolo in un cimitero, poco prima della loro visita al Circo degli Orrori nel secondo libro. Il resoconto era stato scritto con del sangue su pelle di rana essiccata, e il testo si trovava all'interno di un cranio vuoto nella grotta di Lady Evanna.
- Transylvania Trek: una storia fantasiosa scritta da Sam Grest quando aveva nove anni su brandelli di carta formato A4. Nella storia Sam si immagina di essere un detective privato e un cacciatore di mostri, intento a sconfiggere varie creature, tra cui il famoso Conte Dracula, mentre era alla ricerca di un amico perdutosi nella Transilvania.
- Shanta Claus: un racconto in continuo aggiornamento disponibile solo durante il periodo natalizio. Tratta delle avventure di Shanta Claus (Babbo Natale), intento a consegnare dei regali ai molti personaggi visti nella serie. Dal 2007 include anche i personaggi dell'altra saga dell'autore, il Demonata, e dal 2012, anche quelli dei libri "The Thin Executioner" e la serie "Zom-B". Temporalmente è da impostare verso la fine del terzo libro. L'autore ammette che la storia è stata scritta solo per il suo divertimento, quindi è da considerarsi non-canonica.
- Lonely Lefty: da leggere insieme al libro terzo. Racconta del toccante Natale al Circo degli Orrori di Lefty, il membro del Piccolo Popolo che poi si scoprirà di chiamarsi Harkat Mulds. È un racconto che dimostra l'animo sensibile dell'essere. Il racconto coincide con l'assenza di Darren ed Evra nella città natale di Crepsley.
- Bride of Sam Grest: un altro racconto di Sam Grest, sequel di Trasylvania Trek. Questa volta si tratta di salvare una bellissima fanciulla da un orribile mostro, anche se poi il cosiddetto mostro si rivelerà essere la fanciulla stessa.
- L'amore di un vampiro[2](An Affair of the Night): un racconto da leggere poco prima o poco dopo gli eventi del quarto libro. Tratta dell'incontro e della storia d'amore tra il vampiro Gavner Gurl ed una infermiera umana, Liz Carr. Dopo una lunga relazione la cosa finisce, essendo troppo diversi in base all'età (i vampiri invecchiano molto meno degli umani). La storia soddisfa anche una delle frequenti domande dei fan, riguardo all'origine dei boxer gialli con gli elefantini rosa che Gavner indossa quasi sempre.
- Life's a Beach: altro racconto non-canonico, si distoglie dal resto della serie. L'autore l'aveva scritto per pubblicarlo sul Times Educational Supplement, ma lo rifiutarono trovandolo troppo macabro; alla fine lo riscrisse e venne accettato. Il racconto originale è scritto sul suo sito ufficiale[3]. Nella storia è riportato un ricordo d'infanzia di Darren quando aveva otto anni, durante una gita in spiaggia con la famiglia. Darren viene convinto dalla madre a giocare con il nonno e lo seppellisce nella sabbia ma, nel mentre, l'uomo viene colto da un malore che lo porta alla morte. Essendo troppo piccolo per capirlo, il bambino pensa a un trucco e lo seppellisce totalmente viso incluso, per poi tornare a giocare con i familiari. Ore dopo, la madre chiede a Darren dove sia il nonno e fa la macabra scoperta, mettendosi a urlare di terrore.

Tra gli extra vi sono inclusi le prime versioni dei primi capitoli del libro primo e uno del libro sesto, informazioni sulla traduzione dei nomi dei personaggi in varie lingue internazionali e un elenco sui miti veri e falsi dei vampiri secondo la saga.

## Film
I diritti cinematografici della Saga sono stati acquistati dalla Universal Studios e ne è stato tratto il film Aiuto vampiro.
Il produttore è Lauren Shuler Donner. La sceneggiatura è stata scritta da Brian Helgeland. Il film è una fusione dei primi tre libri e si intitola Cirque du Freak. Chris Massoglia interpreta Darren Shan, Josh Hutcherson interpreta Steve Leonard o Steve Leopard, John C. Reilly Mr. Crepsley, Salma Hayek Madame Truska (in una parte estesa dei libri). Le riprese sono iniziate nel febbraio 2008 a New Orleans. Il film è uscito nelle sale statunitensi il 23 ottobre 2009, mentre in Italia è stato distribuito nei cinema il 7 maggio 2010 con il titolo Aiuto Vampiro.

## Manga
Darren Shan (ダレン・シャン?, Daren Shan) è una serie manga ispirata al ciclo di romanzi di Darren Shan, disegnata dal mangaka Takahiro Arai. Il manga è stato serializzato a puntate sulla rivista Weekly Shonen Sunday dell'editore Shōgakukan dal 9 agosto 2006 al 4 febbraio 2009. I capitoli pubblicati furono successivamente raccolti in 12 tankōbon, l'ultimo dei quali è stato pubblicato in Giappone il 17 aprile 2009 (ogni tankobon corrisponde mediamente a un libro della serie originale).
In Italia i diritti del manga sono stati acquistati dalla Star Comics, che ha iniziato la serializzazione a partire dal 10 marzo 2010 a cadenza mensile. La pubblicazione è stata momentaneamente sospesa nei mesi da giugno a agosto 2010 ed è ripresa regolarmente da settembre 2010 a cadenza bimestrale fino al 9 marzo 2011, per poi essere nuovamente sospesa a tempo indeterminato.
| Nº | Data di prima pubblicazione | Data di prima pubblicazione | Data di prima pubblicazione | Data di prima pubblicazione |
| Nº | Giapponese                  | Giapponese                  | Italiano                    | Italiano                    |
| -- | --------------------------- | --------------------------- | --------------------------- | --------------------------- |
| 1  | 17 novembre 2006            | ISBN 4-09-120536-4          | 10 marzo 2010               | ISBN 978-88-6420-057-6      |
| 2  | 16 febbraio 2007            | ISBN 978-4-09-120537-7      | 8 aprile 2010               | ISBN 978-88-6420-066-8      |
| 3  | 18 aprile 2007              | ISBN 978-4-09-120538-4      | 12 maggio 2010              | ISBN 978-88-6420-072-9      |
| 4  | 18 luglio 2007              | ISBN 978-4-09-120539-1      | 9 settembre 2010            | ISBN 978-88-6420-098-9      |
| 5  | 18 settembre 2007           | ISBN 978-4-09-120540-7      | 10 novembre 2010            | ISBN 978-88-6420-099-6      |
| 6  | 15 dicembre 2007            | ISBN 978-4-09-121228-3      | 10 gennaio 2011             | ISBN 978-88-6420-107-8      |
| 7  | 18 febbraio 2008            | ISBN 978-4-09-121256-6      | 9 marzo 2011                | ISBN 978-88-6420-120-7      |
| 8  | 16 maggio 2008              | ISBN 978-4-09-121257-3      | —                           | —                           |
| 9  | 18 settembre 2008           | ISBN 978-4-09-121258-0      | —                           | —                           |
| 10 | 18 novembre 2008            | ISBN 978-4-09-121259-7      | —                           | —                           |
| 11 | 18 febbraio 2009            | ISBN 978-4-09-121260-3      | —                           | —                           |
| 12 | 17 aprile 2009              | ISBN 978-4-09-121329-7      | —                           | —                           |